# Jarrod Uthoff
Jarrod Reed Uthoff (ur. 19 maja 1993 w Cedar Rapids) – amerykański koszykarz, występujący na pozycji silnego skrzydłowego, obecnie zawodnik SeaHorses Mikawa.
W 2011 został uznany najlepszym zawodnikiem szkół średnich stanu Iowa (Iowa Gatorade Player of the Year, Iowa Mr. Basketball). Po ukończeniu szkoły średniej podjął dalszą naukę na uczelni Wisconsin. Po roku przeniósł się na University of Iowa. Zgodnie z przepisany transferowymi NCAA, musiał pauzować przez jeden sezon (2012/13), zanim rozpoczął występy w drużynie Iowa Hawkeyes.
29 czerwca 2017 został wytransferowany do Houston Rockets w zamian za zobowiązania gotówkowe. 31 lipca został zwolniony przez klub z Teksasu. 25 września podpisał umowę z Indianą Pacers.
19 lipca 2018 dołączył do rosyjskiego Zenitu Petersburg.
27 lutego 2020 zawarł 10-dniowy kontrakt z Memphis Grizzlies. 17 lipca został zawodnikiem Washington Wizards. 2 grudnia dołączył do New Orleans Pelicans. 19 grudnia opuścił klub.
12 stycznia 2021 podpisał umowę z Erie BayHawks. 23 czerwca zawarł kontrakt z japońskim SeaHorses Mikawa.

## Osiągnięcia
Stan na 27 lipca 2021, na podstawie, o ile nie zaznaczono inaczej.
NCAA
- Uczestnik turnieju NCAA (2014–2016)
- Laureat nagrody Academic All-American of the Year (2016)
- Zaliczony do:
  - II składu All-American (2016)
  - I składu:
    - Big Ten (2016)
    - Academic All-American (2016)
    - defensywnego Big Ten (2016)
    - turnieju Advocare Invitational (2016)

  - III składu:
    - Big Ten (2015)
    - All-American (2016 przez NABC, AP)

  - składu All-Big Ten Honorable Mention (2015)
- Lider Big 10 w liczbie celnych (218) i oddanych (487) rzutów z gry (2016)[11]

Drużynowe
- 4. miejsce podczas mistrzostw Rosji/VTB (2019)

Indywidualne
- Zaliczony do:
  - I składu G-League (2020)[12]
  - III składu G-League (2021)[13]